# Pieniński Bank Spółdzielczy
Pieniński Bank Spółdzielczy – bank spółdzielczy z siedzibą w Krościenku nad Dunajcem, powiecie nowotarskim, województwie małopolskim, w Polsce. Bank zrzeszony jest w Grupie Banku Polskiej Spółdzielczości S.A.

## Historia
W 1896 w Krościenku nad Dunajcem założono Towarzystwo Zaliczkowe, wzorujące się na kasach Stefczyka. Pierwszą dyrekcję towarzystwa tworzyli ks. Adolf Albin, Karol Ćwiertniewicz oraz Tytus Bukowski. Podczas II wojny światowej Towarzystwo działało nieprzerwanie. W okresie PRL-u przyjęto nazwę Bank Spółdzielczy w Krościenku nad Dunajcem.
Na początku lat 90. XX wieku Bank Spółdzielczy w Krościenku nad Dunajcem zrzeszył się w Banku Unii Gospodarczej, a następnie w Banku Polskiej Spółdzielczości S.A. W latach 1991–1993 wybudowano nową siedzibę banku.
Przemiany ustrojowe w Polsce i wkroczenie banku na wolny rynek pozwoliły na jego rozwój. W 1996 bank przejął Bank Spółdzielczy w Czorsztynie. W kolejnych latach otwierano nowe siedziby banku. W marcu 2014 Bank Spółdzielczy w Krościenku nad Dunajcem zmienił nazwę na Pieniński Bank Spółdzielczy.

## Władze
W skład zarządu banku wchodzą:
- prezes zarządu
- 2 wiceprezesów zarządu

Czynności nadzoru banku sprawuje 7-osobowa rada nadzorcza.

## Placówki
- centrala w Krościenku nad Dunajcem, ul. Rynek 12
- oddziały:
  - Czorsztyn (z siedzibą w Maniowach)
  - Nowy Sącz
  - Nowy Targ
  - Szczawnica
  - Zakopane
- filie:
  - Ochotnica Dolna
  - Sromowce Wyżne